# 彼得·道森 (自行车运动员)
彼得·道森（英語：Peter Dawson，1982年2月4日—），澳大利亚男子自行车运动员。他曾代表澳大利亚参加2002年和2006年英联邦运动会自行车比赛，获得一枚金牌和一枚银牌。他也曾参加2004年夏季奥林匹克运动会。